# Getting Over the Storm
Getting Over the Storm is het achttiende studialbum van de Britse reggaeband UB40 en tevens het laatste met trompettist en zanger Astro. Het album werd 2 september 2013 uitgebracht door Virgin (Verenigd Koninkrijk) en Universal (Europa). 

## Achtergrond
Getting Over the Storm bevat zes covers van songs die zijn geschreven dan wel gepopulariseerd door countryartiesten en vijf eigen composities.  De covers zijn Blue Eyes Crying in the Rain van Willie Nelson, He'll Have to Go van Jim Reeves, Crying Time van Buck Owens, On the Other Hand van Randy Travis en het titelnummer van George Jones. Bij de release van het album vertelde Astro dat country in Afro-Caribische kringen een populaire muziekstijl is en dat er bij hem thuis ook platen van Jim Reeves werden gedraaid. Zelf was Astro allesbehalve een countryliefhebber en na slechts een minimale bijdrage te hebben geleverd aan het album stapte hij uit de band waar hij sinds 1979 deel van uitmaakte.

## Tracklijst
| Nr. | Titel                                        | Duur |
| --- | -------------------------------------------- | ---- |
| 1.  | Midnight Rider                               | 4:09 |
| 2.  | Just What's Killing Me                       | 4:38 |
| 3.  | Getting Over the Storm                       | 3:27 |
| 4.  | Blue Bilet Doux                              | 3:27 |
| 5.  | If You Ever Have Forever in Mind             | 4:25 |
| 6.  | Crying Time                                  | 3:15 |
| 7.  | How Will I Get Through This                  | 4:11 |
| 8.  | He'll Have to Go                             | 4:18 |
| 9.  | Blue Eyes Crying in the Rain                 | 3:26 |
| 10. | I Did What I Did                             | 3:14 |
| 11. | On the Other Hand                            | 3:51 |
| 12. | How Can a Poor Man Stand Such Times and Live | 4:44 |
| 13. | I Didn't Know                                | 4:45 |